# Euphorbia erinacea
Euphorbia erinacea — вид рослин із родини молочайних (Euphorbiaceae), зростає у Лівану й Сирії.

## Опис
Це гола рослина заввишки 10–15 см. Листки дрібні, довгасто-ланцетні, гострі, дрібнозубчасті. Суцвіття голівчасті. Квітки жовті. Період цвітіння: літо.

## Поширення
Країни поширення: Ліван, Сирія.